# کرینیسوس
کرینیسوس (انگلیسی: Crinisus) رودخانه ای از سیسیل، در همسایگی سگستا، برای نبرد بزرگی که در سواحل آن در ۳۳۹ سال پیش از میلاد برگزار می‌شد، ستوده می‌شد. در این نبرد تیمولئون، تنها با حدود ۱۱۰۰۰ سرباز، بخشی از سیراکوزی‌ها، تا حدی مزدور، ارتش کارتاژینی با بیش از ۷۰۰۰۰ نفر را کاملاً شکست داد. این پیروزی یکی از بزرگ‌ترین ضربه‌هایی بود که تا به حال توسط قدرت کارتاژینی‌ها متحمل شده بود و برای شهرهای یونانی در سیسیل یک دوره طولانی آرامش را تضمین کرد.